# 3ª Brigata operativa "Colonnello Petro Bolbočan"
La Brigata "Spartan" (in ucraino Бригада «Спартан»?, Bryhada «Spartan»), ufficialmente nota come 3ª Brigata operativa "Colonnello Petro Bolbočan" (in ucraino 3-тя бригада оперативного призначення імені полковника Петра Болбочана?, 3-tja bryhada operatyvnoho pryznačennja imeni polkovnyka Petra Bolbočana, unità militare 3017), è un'unità di fanteria meccanizzata della Guardia nazionale dell'Ucraina con base a Charkiv.

## Storia
La brigata venne creata presso Charkiv l'11 giugno 2014, in risposta all'occupazione russa della Crimea e allo scoppio della Guerra del Donbass. Dopo un periodo di addestramento elementi della brigata sono entrati in azione durante la battaglia di Debal'ceve all'inizio del 2015.
Il 14 ottobre 2020 l'unità è stata ufficialmente intitolata a Petro Bolbočan, celebre comandante dell'esercito della Repubblica Popolare Ucraina.
A partire dal 24 febbraio 2022, con l'inizio dell'invasione russa dell'Ucraina, ha preso parte alle battaglie difensive per la città di Charkiv, dove è rimasta schierata fino alla fine dell'anno. Il 27 luglio è stata insignita del titolo onorifico "Per il Valore e il Coraggio" da parte del presidente ucraino Volodymyr Zelens'kyj. Nel settembre 2022 ha partecipato alla controffensiva ucraina nella regione di Charkiv, contribuendo alla liberazione di diversi villaggi in direzione del confine russo. A partire da gennaio 2023 è stata schierata a Bachmut, principale obiettivo delle forze russe in Ucraina. In particolare ha combattuto all'interno del centro urbano, affiancata dalla 241ª Brigata di difesa territoriale e dalla 93ª Brigata meccanizzata.
Il 4 febbraio 2023 il Ministero degli affari interni ha annunciato la creazione di 8 nuove brigate a partire da unità esistenti della Guardia Nazionale, della Polizia per operazioni speciali e della Guardia di Frontiera, tramite un programma chiamato Guardia Offensiva. La 3ª Brigata operativa è stata interessata dal progetto, venendo rinominata per l'occasione "Spartan", ed ha annunciato il reclutamento di nuovi volontari.
Il 18 aprile 2025 è stato reso noto che, in seguito alla riforma delle Forze armate ucraine che ha portato alla creazione dei comandi intermedi di corpo d'armata, la Brigata "Rubiž", la Brigata "Chartja", la Brigata "Spartan", la Brigata "Raid" e la Brigata "Slov"jans'k" sono state incluse nel nuovo 2º Corpo d'armata "Chartja" della Guardia Nazionale, costituito sulla base dell'omonima brigata.

## Struttura
- Comando di brigata[13]
- 1º Battaglione operativo
- 2º Battaglione operativo
- 3º Battaglione operativo
- 4º Battaglione operativo
- 5º Battaglione operativo
- Compagnia corazzata (T-64BV)
- Battaglione sistemi senza pilota "Black Sky"
- Battaglione artiglieria (D-30)
- Battaglione missilistico contraerei
- Compagnia ricognizione
- Compagna medica

## Comandanti
- Colonnello Serhij Osipov (2014 - 2015)
- Colonnello Dmytro Procenko (2015 - 2019)
- Colonnello Oleksandr Buravkov (2019 - 2022)
- Colonnello Oleksandr Pivnenko (2022 - 2023)
- Colonnello Vadym Hladkov (2023)
- Colonnello Oleksij Chil'čenko (2023 - in carica)[14]